# Battlefield 2
Battlefield 2 is een first-person shooter en de opvolger van Battlefield 1942 en Battlefield Vietnam. Het computerspel is oorspronkelijk gebaseerd op een mod van Battlefield 1942 met de naam genaamd Desert Combat. Het spel werd op 21 juni 2005 door Electronic Arts uitgebracht voor Windows. Voor de consoles is een apart spel uitgebracht: Battlefield 2: Modern Combat.

## Verhaal
Het verhaal speelt zich af tijdens een Derde Wereldoorlog. Er zijn op dat moment twee machtsblokken in de wereld: het Amerikaanse blok, gesteund door Rusland, en het Chinese blok.
De strijd speelt zich op twee fronten af.
De oorlog in het Midden-Oosten begint als Amerikaanse troepen landen in Oman en oliereserves proberen veilig te stellen. Als het na verschillende operaties in verschillende mappen de Amerikaanse troepen niet lukt om de Moc-troepen te verslaan, mengt de Europese Unie zich in het verhaal. Maar een coalitie van Amerikaanse en Europese troepen wint het niet van de Moc-troepen
en wordt verslagen. De oorlog in China begint als Amerikaanse troepen oprukken vanuit Rusland.

In verschillende mappen moeten de Amerikanen proberen om belangrijke posten over te nemen, zoals een kernreactor, een olie-opslagplaats en goudmijnen. Ook hier mengt de Europese Unie zich in het verhaal. Maar als Wake Island aangevallen wordt door Chinese troepen, verdwijnen de Europeanen uit het verhaal en moet de VS het weer zelf doen.

De oorlog op het Amerikaanse continent begint als Moc-troepen en Chinese troepen landen aan de West- en Oostkust van Amerika. Hier worden verschillende veldslagen geleverd.
In de laatste veldslag tussen Moc-troepen en Amerikaanse troepen wordt het lot beslist van de Amerikaanse hoofdstad Washington. De weg naar de hoofdstad ligt open en alleen een laatste pantserdivisie kan de opmars stoppen. Het is dus een open einde.

## Conquest-systeem
Battlefield 2 werkt met een "punt en controlepunt"-systeem genaamd Conquest. Als het spel begint worden spelers ingedeeld in twee teams afhankelijk van het leger dat gekozen wordt.
Punten geven een team de mogelijkheid om ondersteuning in te roepen in de vorm van spawnen. Controlepunten onderscheiden de strategisch belangrijke punten op het speelveld. Als deze eenmaal zijn ingenomen, kunnen spelers van het team hier spawnen.
Er zijn twee soorten conquests:

### Aanval
Een team is de aanvaller en de ander is de verdediger. De aanvaller krijgt een vlag die niet overgenomen kan worden (permanente vlag). Het aanvallende team kan winnen door alle vlaggen in te nemen en alle verdedigers te elimineren. De verdediger begint meestal met alle over te nemen vlaggen maar zonder permanente vlag. Het verdedigende team kan winnen door alle vlaggen zo lang mogelijk in handen te houden. Hoe meer vlaggen, hoe sneller het team wint.

### Frontale confrontatie
Bij een frontale confrontatie beginnen beide teams met gelijke punten en vlaggen. Deze kunnen permanente of normale vlaggen zijn. Zodra een team meer dan de helft van alle vlaggen heeft, beginnen bij het andere team de punten te dalen. Punten gaan ook verloren door soldaten die doodgaan. Het team dat het eerste 0 punten bereikt, verliest de ronde.

## Multiplayer
Het spel is vooral gericht op het spelen met meerdere mensen tegelijk, multiplayer.
Het spel vindt dan plaats in een online-map, een speelveld speciaal voor multiplayerspellen over het internet. Nieuw in Battlefield 2 is dat de grootte van de speelvelden - en het aantal mogelijke spelers - aangepast kan worden tussen speelvelden voor 16, 32 en 64 spelers. Verder kan er ook gekozen worden om tegen bots (computergestuurde spelers) te spelen en of er wel of niet voertuigen in het speelveld beschikbaar zijn.

### Commander
Een commander kan het Commander-scherm oproepen en zo zijn leger sturen. Een commander heeft de mogelijkheid om opdrachten te geven aan zijn eenheden:
- Verplaatsen
- Aanvallen
- Verdedigen
- Repareren
- Vernietigen
- Mijnen plaatsen

De eenheidsleiders kunnen er vervolgens voor kiezen om beslissingen te accepteren of te weigeren.
Als commander heeft de speler zes hulpmiddelen om zijn of haar team te helpen:
- Scan: Laat voor een korte tijd alle vijanden over de hele kaart zien aan alleen de commander.
- Supplybox-drop: Een grote vierkante kist waar soldaten munitie kunnen halen, zich kunnen genezen en voertuigen kunnen laten repareren.
- Onbemand luchtvaartuig: Een klein, onbemand vliegtuig dat voor een korte tijd alle vijandelijke soldaten en voertuigen in een bepaald gebied op de kaart laat zien (in het spel afgekort als RVP/UAV).
- Artillerie: Een aanval met krombaangeschut die een klein gebied bombardeert.
- Voertuig-drop: Een jeep of boot 'droppen' via parachute.
- 'Spotten': De commandant kan handmatig vijanden spotten met behulp van een optie in het rechts-klik-menu op de kaart. De vijand wordt dan voor iedereen zichtbaar op de minimap.
- Naast elk hulpmiddel staat een licht balkje. Dit is de 'gezondheidsmeter' van het hulpmiddel. Elitetroepen, ook wel Spec Ops genoemd, kunnen de hulpmiddelen opblazen met C4. Per hulpmiddel (scanner-satelliet, UAV-post en artillerie-eenheid) zijn twee stuks C4 nodig om het te vernietigen. Ze kunnen worden hersteld door een Genist met zijn moersleutel, of door de commandant die er een Supply Box op plaatst.
- Alle hulpmiddelen moeten na gebruik een tijdje opgeladen worden voordat ze weer gebruikt kunnen worden.
- Commanders kunnen naar behoren worden weggestemd door teamgenoten als er voldoende stemmen zijn.
- Wanneer meerdere soldaten zich aanmelden voor commander, krijgt degene met de hoogste rang de positie toegewezen.

Ten slotte heeft de commandant ook VOIP-connectie met alle eenheidsleiders (squad-leaders). Hij kan zowel tegen alle leiders tegelijk praten (standaard: V-toets) als met een individuele leider (standaard: eenheid selecteren, B-toets)

### Eenheid
Een eenheid (squad) is een groep van maximaal zes personen binnen een team dat samenwerkt. Er kan via audioverbinding met elkaar gecommuniceerd worden. De eenheid staat onder leiding van een eenheidsleider (degene die de eenheid heeft gemaakt), die bevelen kan geven aan de overige eenheidsleden.
De eenheden hebben namen als Alpha, Bravo en Charlie. Een speler kan ook een aangepaste eenheid maken, die hij of zij zelf een naam kan geven.
Iedereen kan zich aanmelden bij een eenheid die nog niet vol is. Een eenheid kan door de leider gesloten (besloten verklaard) worden, zodat alleen degenen die de leider uitnodigt zich bij de eenheid kunnen voegen.
Als een speler zich bij een eenheid heeft aangemeld, kan hij of zij zich nog opgeven voor bevelhebber.

### Ranked Servers
Een speler die zich online geregistreerd heeft kan in de ranked servers, officiële servers van Electronic Arts, punten halen voor o.a. het doden van spelers en het helpen van teamgenoten. Als de speler een bepaald aantal punten heeft bereikt, gaat hij of zij een rang omhoog. Hoe hoger de speler komt, hoe meer recht hij of zij heeft op de functie van commandant. Ook kan een speler betere wapens vrijspelen, wat betekent dat hij of zij bij een bepaald aantal punten een wapen kan kiezen dat beter is. Als een speler de uitbreiding Battlefield 2: Special Forces hebt, zijn er dubbel zoveel wapens tot zijn of haar beschikking om vrij te spelen en krijgt de speler twee 'unlocks' per rang in plaats van een.

## Speelvelden
Battlefield 2 biedt verschillende strijdtonelen, met elk een eigen karakteristiek landschap.
Bijvoorbeeld: het speelveld Dalian Plant speelt zich af in Zuidoost-Azië. Ook Dragon Valley speelt zich af in Azië. Deze vallei wordt aangevallen door Amerikaanse soldaten.

## Wapens
In het spel is het mogelijk te kiezen tussen verschillende kits. Elke kit heeft zijn eigen kleine voordeel. De wapens die de verschillende partijen (Middle Eastern Coalition, United States Marine Corps en Peoples Liberation Army) gebruiken, zijn qua uiterlijk verschillend, maar bieden qua resultaat bijna geen verschil.
Degenen die naast Battlefield 2 ook de uitbreiding Special Forces hebben geïnstalleerd, kunnen uit twee keer zoveel verschillende wapens kiezen.
Hieronder een lijst van de kits:
- Elitetroepen: deze soldaten zijn experts in besluipen en explosieven; ze zijn gewapend met gedempte pistolen en krachtige explosieven, die van een afstand tot ontploffing gebracht kunnen worden. Tevens bezitten ze een krachtig geweer met aimpoint-vizier, een richtmiddel waarbij de rode stip in de richting van het doelwit staat. Hierdoor is het makkelijker richten zonder dat de speler zicht kwijtraakt over de rest van het veld.
- Sluipschutters: deze gecamoufleerde soldaat heeft een krachtig geweer met een verrekijker waarmee ingezoomd vuren mogelijk is. Deze zijn dan ook het best geschikt om doelen op enorme afstanden te doden. Sluipschutters hebben gedempte pistolen en claymore-mijnen tegen vijandelijke troepen.
- Bestormingstroepen: de standaardgevechtssoldaat. Hij heeft een krachtig geweer met granaatwerper en rook- of flitsgranaten. Tevens heeft hij een kogelvrij vest die hem tegen een paar kogels beschermt.
- Hospiks: de meest gespeelde kit van het spel; hospikken beschikken over een standaardbewapening. De hospik kan met verbanddozen gewonde soldaten genezen en met de defibrillator kan een bewusteloze soldaat weer gereanimeerd worden. Met deze defibrillator kan de hospik tevens een vijand doden door zijn hart een fatale schok te geven.
- Ondersteuners: De ondersteuner beschikt over een zwaar machinegeweer en kan daarmee prima ondersteunend vuur afgeven. Ook draagt hij munitiekisten die gebruikt worden om andere soldaten te bevoorraden.
- Genisten: Genisten bezitten een moersleutel waarmee ze voertuigen of strategische punten kunnen repareren en vijandelijke mijnen onschadelijk kunnen maken. Met deze sleutel kan hij ook vijandig materieel saboteren. De genist heeft een krachtige shotgun die zeer effectief is op korte afstand. Bovendien kan de genist door antitankmijnen te plaatsen verschillende voertuigen uitschakelen.
- Anti-tank specialisten (of Anti-Voertuig): Deze soldaat is bedoeld om tanks en pantserwagens uit te schakelen (andere voertuigen zijn ook geen probleem). De antitankraket kan na het afvuren bijgestuurd worden. Om een tank uit te schakelen is één schot waarschijnlijk niet genoeg. Het is het makkelijkst om de tank op de zwakste plekken te treffen (van bovenaf of de achterzijde). Verder heeft de antitanksoldaat een pistoolmitrailleur en een pistool ter beschikking.
- Voor elke 'kit' zijn twee zogenaamde 'unlocks' te verdienen die het standaardwapen vervangen. (Slechts 1 unlock per kit zonder 'Battlefield 2: Special Forces')
- Elke kit beschikt ook nog over een mes en een pistool. Enkel bij Elite Troepen en Sluipschutters is dit pistool gedempt.

## Battlefield 2: Special Forces
Special Forces vormt een uitbreiding op Battlefield 2. De wapens die in deze uitbreidingsset worden gebruikt zijn bij bepaalde 'kits' stiller, spelers kunnen op onbereikbare plaatsen komen door middel van een kruisboog of werphaak. Er kan traangas gebruikt worden, geluiddempers en flashgranaten (veroorzaken een sterke lichtflits en een knal waardoor andere spelers een wit beeld zien en ook gedesoriënteerd raken).

## 'Booster'-pakketten
EA laat gamers zogenaamde 'Booster'-pakketten downloaden. Dit zijn kleine pakketten die een 'boost' geven aan het huidige spel. Boosterpakketten kunnen alleen tegen betaling gedownload worden. Op 8 februari 2006 is Euro Force uitgebracht, gevolgd door Armored Fury op 28 maart 2006.
Euro Force bevat een nieuw, Europees leger. Nieuwe voertuigen zijn: de Britse Challenger 2 tank, de Duitse Leopard 2 tank, de Eurofighter Typhoon en de Tiger aanvalshelikopter.
Het verschil tussen een 'Booster'-pakket en een uitbreidingsset is dat het booster-pakket niet op cd verschijnt, is de aanpassing in het spel kleiner dan bij een uitbreidingsset en is de prijs lager.
Inmiddels is een deluxe-versie in de winkels verschenen, waarbij naast het originele spel ook de uitbreiding Special Forces en de boosterpacks 'Euro Force' en 'Armored Fury' in een doosje en op dvd geleverd wordt.
In de nieuwe 1.5 patch zullen de twee boosterpacks gratis beschikbaar zijn voor spelers die deze nog niet hadden aangeschaft.

## Trivia
- Het spel is opgenomen in het boek 1001 Video Games You Must Play Before You Die van Tony Mott.